# Gare de Saint-Quentin
Gare de Saint-Quentin vasútállomás Franciaországban, Saint-Quentin településen.

## Vasútvonalak
Az állomást az alábbi vasútvonalak érintik:
- Creil–Jeumont-vasútvonal

## Kapcsolódó állomások
A vasútállomáshoz az alábbi állomások vannak a legközelebb:
- Gare de Montescourt
- Gare de Busigny
- Gare du Cateau
- Gare de Fresnoy-le-Grand
- Gare de Tergnier
- Gare de Ham